# Cyrus Bustill
Cyrus Bustill (Contea di Burlington (Springfield), 2 febbraio 1732 – Filadelfia, 1806) è stato un attivista, abolizionista, birraio e panettiere afroamericano statunitense e un importante imprenditore e leader della comunità afroamericana di Filadelfia, che divenne anche membro fondatore della Free African Society della città.

## Biografia
Nato nella Contea di Burlington, nel New Jersey, il 2 febbraio 1732, Cyrus Bustill era figlio dell'avvocato quacchero Samuel Bustill e di Parthenia, una donna di origine africana che Samuel aveva ridotto in schiavitù. Dopo la morte di Samuel Bustill nel 1742, la sua vedova, Grace Bustill, organizzò la vendita di Cyrus Bustill al collega quacchero Thomas Prior (o "Pryor") con l'intesa che Prior avrebbe permesso a Cyrus di formarsi e di guadagnare abbastanza denaro come apprendista panettiere per acquistare la sua libertà.
Mentre alcune fonti indicano che Cyrus Bustill utilizzò il suo salario di apprendista per acquistare la sua libertà nel 1774, altre affermano che Prior affrancò Cyrus con la liberazione nel 1769, il che avrebbe probabilmente reso Cyrus uno dei 104 africani schiavizzati descritti nei registri del Burlington Quarterly Meeting of Friends come liberati dai quaccheri tra il 1763 e il 1796.
Nel 1791 Cyrus Bustill era registrato come proprietario di dodici acri nell'insediamento nero di Guineatown, tra le municipalità di Abington e Cheltenham nella Contea di Montgomery, in Pennsylvania Sposò Elizabeth Morey (1746-1827), una donna di origine nativa americana ed europea. Tra i loro figli figurano Grace Douglass, David Bowser Bustill e Mary Bustill.
Considerato il fondatore dell'importante famiglia Bustill, i suoi discendenti includono Paul Robeson (1898-1976), David Bustill Bowser (1820-1900) Sarah Mapps Douglass (1806-1882), Robert Douglass Jr. (1809-1887) e Gertrude Bustill Mossell (1855-1948).
Cyrus Bustill morì nel 1806. La sua tomba si trova nel Cimitero di Eden a Collingdale, in Pennsylvania.